# Cuộn giấy Rhind
Cuộn giấy Rhind hay giấy cọ Rhind là một văn bản toán học Ai Cập cổ. Nó được đặt tên theo Alexander Henry Rhind, một người sưu tầm đồ cổ. Alexander Rhind đã mua được cuộn giấy này ở Luxor, Ai Cập năm 1858. Cuộn giấy có nguồn gốc từ năm 1550 BC.
Năm 1865, cuộn giấy Rhind được chuyển về Bảo tàng Anh.